# Список генерал-губернаторов Голландской Ост-Индии

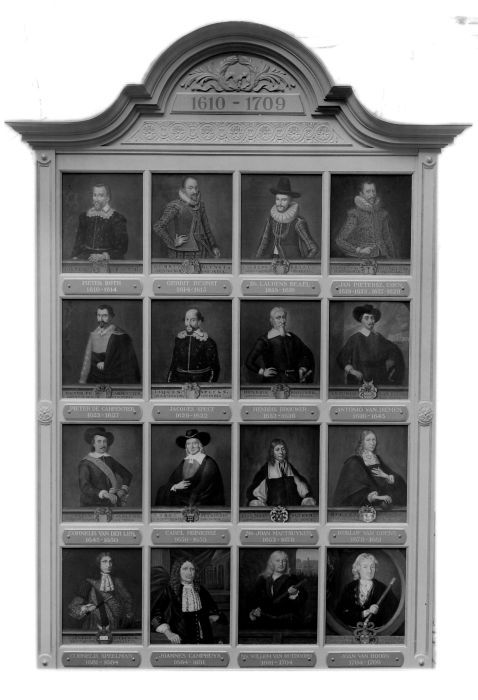

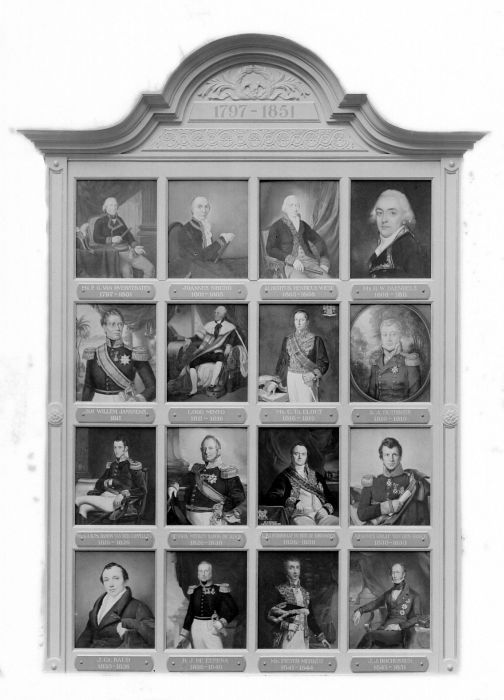

Генерал-губернаторы голландской Ост-Индии — список генерал-губернаторов, представлявших интересы правительства Нидерландов в голландской Ост-Индии, начиная с 1610 г. и заканчивая провозглашением Индонезией независимости в 1949 г.
Первые генерал-губернаторы назначались голландской ост-индской компанией. После банкротства компании в 1798 г. территории компании были национализированы Нидерландами и генерал-губернаторы стали назначаться государством.

## Генерал-губернаторы, назначенные Голландской Ост-Индской компанией
| #  | Имя                   | Фото | Начало полномочий     | Окончание полномочий  |
| -- | --------------------- | ---- | --------------------- | --------------------- |
| 1  | Питер Бот             |      | 19 декабря 1610 года  | 6 ноября 1614 года    |
| 2  | Герард Рейнст         |      | 6 ноября 1614 года    | 17 декабря 1615 года  |
| 3  | Лауренс Реаль         |      | 17 декабря 1615 года  | 21 марта 1619 года    |
| 4  | Ян Питерсоон Кун      |      | 21 марта 1619 года    | 1 февраля 1623 года   |
| 5  | Питер де Карпентье    |      | 1 февраля 1623 года   | 30 сентября 1627 года |
| 6  | Ян Питерсоон Кун      |      | 30 сентября 1627 года | 21 сентября 1629 года |
| 7  | Жак Спекс             |      | 25 сентября 1629 года | 27 сентября 1632 года |
| 8  | Хенрик Браувер        |      | 27 сентября 1632 года | 1 января 1636 года    |
| 9  | Антони ван Димен      |      | 1 января 1636 года    | 19 апреля 1645 года   |
| 10 | Корнелис ван дер Лейн |      | 19 апреля 1645 года   | 26 апреля 1650 года   |
| 11 | Карел Рейнирс         |      | 26 апреля 1650 года   | 19 мая 1653 года      |
| 12 | Ян Мацуйкер           |      | 19 мая 1653 года      | 4 января 1678 года    |
| 13 | Рейклоф ван Гунс      |      | 4 января 1678 года    | 25 ноября 1681 года   |
| 14 | Корнелис Спелман      |      | 25 ноября 1681 года   | 11 января 1684 года   |
| 15 | Йоаннес Камфейс       |      | 11 января 1684 года   | 24 сентября 1691 года |
| 16 | Виллем ван Ауторн     |      | 24 сентября 1691 года | 15 августа 1704 года  |
| 17 | Ян ван Хорн           |      | 25 августа 1704 года  | 16 ноября 1706 года   |
| 18 | Абрахам ван Рибек     |      | 16 ноября 1706 года   | 17 ноября 1713 года   |

## Голландская Ост-Индия
- На Викискладе есть медиафайлы по теме Список генерал-губернаторов Голландской Ост-Индии